# Силікатизація ґрунтів (порід)
Силікатизація ґрунтів (рос. силикатизация грунтов, нім. Bodensilikatisierung f) — закріплення слабких порід і ґрунтів силікатними розчинами: рідким склом (водний розчин силікатів натрію і калію), силікатом натрію, силікатом кальцію. Розчини нагнітають у ґрунт насосами через труби-ін'єктори. У результаті хім. реакції частинки гірської породи (ґрунту) зв'язуються у монолітку масу. Силікатизація підсилює основи споруд, надає ґрунтам водонепроникності.